# Kirchplatz (Trier)
Der Kirchplatz ist ein Platz in Trier im Stadtteil Pfalzel. Er befindet sich zwischen Burgstraße im Westen und Residenzstraße im Norden.
Der Name leitet sich von der hier befindlichen Stiftskirche ab, welche platzbildprägend ist.
Daneben liegen rund um den Platz vier weitere Kulturdenkmäler, darunter die Nikolauskapelle aus dem 15. oder 16. Jahrhundert. Am Platz befindet sich mit dem sogenannten Küsterhaus zudem das älteste noch bewohnte römische Steinhaus in Deutschland. Nahe dem Platz verläuft auch die Klosterstraße, sodass Teile der Klosterschenke an den Platz reichen.

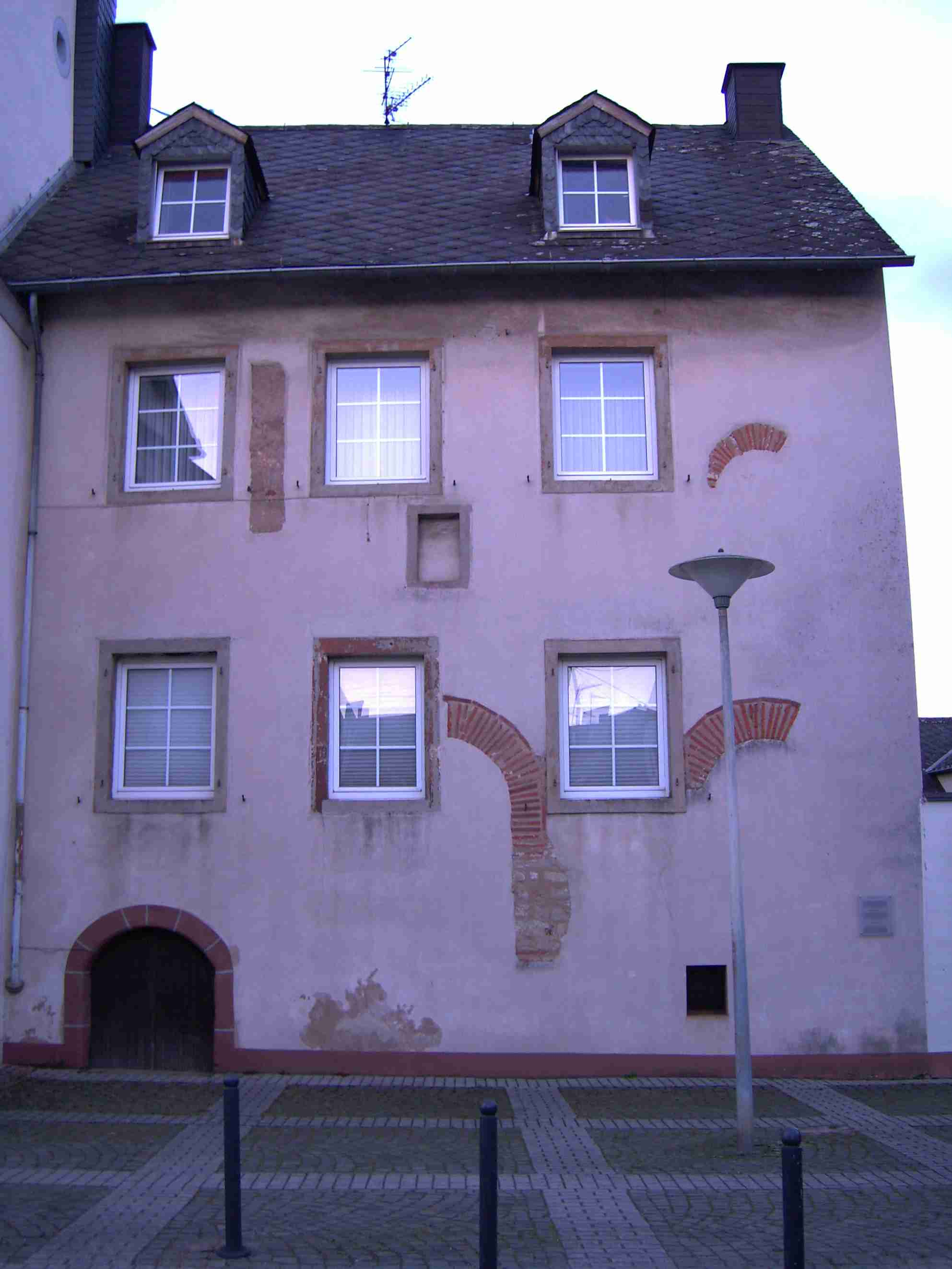
Küsterhaus